# Зараево
Зараево (болг. Зараево) — село в Болгарии. Находится в Тырговиштской области, входит в общину Попово. Население составляет 939 человек (2022).

## История
История названия деревни напрямую связана с Зарайским 140-м пехотным полком. Боевое крещение Зарайский полк получил в русско-турецкой войне 1877—1878 гг., во время которой он особенно отличился в бою при деревне Карахасанкиой 18 августа 1877 г., где на Зарайцев легла вся тяжесть боя.
Совместно с дивизионом Лубенского гусарского полка остановил наступление турок, но последние, поддержанные прибывшими подкреплениями, вновь перешли в наступление и принудили Зарайцев отойти к Карахасанкиою. Деревня эта, зажжённая артиллерийским огнём противника, 6 раз переходила из рук в руки и в конечном итоге осталась за Зарайцами. К 6 часам вечера, когда утомление полка, дравшегося весь день под палящим солнцем и не евшего с утра, достигло пределов, было приказано отступить, при чём 2 батальонам пришлось прокладывать себе путь штыками. Турецкое название освобожденной деревни, Карахасанкиой, было изменено на Зараево в память о 140-м Зарайском пехотном полку и так осталось в официальной болгарской топонимии и поныне.

## Политическая ситуация
В местном кметстве Зараево, в состав которого входит Зараево, должность кмета (старосты) исполняет Мехмед Мустафов Бодев (Движение за права и свободы (ДПС)) по результатам выборов.
Кмет (мэр) общины Попово — Людмил Веселинов (коалиция в составе 2 партий: Федерация Активного Гражданского Общества (ФАГО), Гражданский союз за новую Болгарию (ГСНБ)) по результатам выборов.